# Thank You Girl
〈Thank You Girl〉은 존 레논과 폴 매카트니(레논-매카트니)가 쓴 영국의 록 밴드 비틀즈의 노래다. B 사이드에 같은 날(1963년 3월 5일) 녹음된 〈From Me to You〉를 싣고 싱글로 발매되었다. 미국에서는 《The Beatles' Second Album》에 두 번째 트랙에 실려 발매되었으나, 1978년 나온 《Rarities》 이전까지 영국에서는 LP로 발매되지 못했다. 미국 발매 싱글에 있는 B 사이드 〈Do You Want to Know a Secret〉로 1964년 봄에 빌보드 핫 100에 35위까지 올랐다.

## 배경
원제목은 〈Thank You, Little Girl〉이었던 이 곡은 존 레논과 폴 매카트니가 자신들의 여성 팬에게 헌정하기 위해 썼다. 매카트니가 말하기를, "우리는 'Thank You Girl'이라고 곡 이름을 지으면 저희에게 수많은 편지를 보내주는 팬들이 진심어린 '감사'라고 받아들일 것이라고 생각했습니다. 그러니 우리의 많은 곡들은 팬들에게 직접적으로 전달되는 것이었지요." 레논과 매카트니가 자신들의 전형화된 초기 작곡 세션을 이후 묘사할 "눈과 눈을 마주보며" 쓴 〈Thank You Girl〉은 어떻게 그들이 급조된 아이디어를 완전한 파트너십으로 제작하는지를 보여주고 있다. 가사 면에서, 이언 맥도널드는 레논이 각 구절의 첫 줄을 썼을 것이며, 매카트니는 자신의 말장난과 내면적 리듬에 재능을 써 완성시켰을 것이라고 추측했다.
레논은 원래 싱글로 내보낼 생각이었다고 말했다. "〈Thank You Girl〉은 저희가 싱글용으로 쓴 곡이 잘 되지 않은 일 중 하나입니다. 그래서 B면이나 음반의 트랙으로 넣어야 했죠." 1972년 4월 그는 《히트 파라더》에서 "[곡을 쓴 사람은] 폴과 저입니다. 이건 저희가 간단히 해치운 바보같은 노래예요."라고 말했다. 매카트니는 "엉뚱한 곡이긴 하지만, 좋은 연습이 되었습니다"라고 말했다.
〈From Me to You〉와 〈Thank You Girl〉 모두 《Please Please Me》의 여덟 곡과 같이 "매카트니–레논"이라고 게재되어 있다. 이는 다음 싱글 〈She Loves You〉부터 더욱 친숙한 "레논-매카트니"로 변한다.

## 녹음
곡은 13테이크를 녹음해 제작했고 〈From Me to You〉 또한 1963년 3월 5일 같은 횟수의 테이크를 녹음했다. 하지만, 처음으로 레논-매카트니의 두 곡이 당시 발표되지 않았으며 더 이후에야 발표된다.
곡의 스테레오 믹스는 오리지널 싱글 모노 믹스와 미들 에이트 부분에서 현저한 차이를 보인다. 스테레오 버전에서는 추가 하모니카 구절이 두 번, 맨 마지막에 또 나타난다. 덧붙여 스테레오 믹스는 캐피틀에 의해 에코가 적용되었다. 그런 게 없는 순수 스테레오 믹스는 2009년 리마스터 CD 《Past Masters》에 처음 수록되었다.

## 커버 버전
스미더린스가 커버하여 자신들의 음반 《B-Sides The Beatles》에 담았다.

## 참여 인원
- 존 레논 – 더블 트랙 보컬, 리듬 기타, 하모니카
- 폴 매카트니 – 하모니 보컬, 베이스 기타
- 조지 해리슨 – 리드 기타
- 링고 스타 – 그럼

이안 맥도날드의 글에서 발췌

## 참고 문헌
- Brennan, Joseph (2000년 5월 17일). “The Usenet Guide to Beatles Recording Variations: 1963”.
- Lewisohn, Mark (1988). 《The Beatles Recording Sessions》. New York: Harmony Books. ISBN 0-517-57066-1.
- MacDonald, Ian (2005). 《Revolution in the Head: The Beatles' Records and the Sixties》 Seco Revis판. London: Pimlico (Rand). ISBN 1-84413-828-3.
- Sheff, David (2000). 《All We Are Saying: The Last Major Interview with John Lennon and Yoko Ono》. New York: St. Martin's Press. ISBN 0-312-25464-4.
- “Thank You Girl”. 《The Beatles Interview Database》. 2007. 2007년 12월 19일에 확인함.
- Wallgren, Mark (1982). 《The Beatles on Record》. New York: Simon & Schuster. ISBN 0-671-45682-2.
- MacDonald, Ian (1998). 《Revolution in the Head: The Beatles' Records and the Sixties》. London: Pimlico (Rand). ISBN 0-7126-6697-4.